# Староторжський Олександр Павлович
Олександр Павлович Староторжський (Шликов) (26 серпня 1895, село Денисово Солигаличського повіту Костромської губернії, тепер Солигаличського району Костромської області, Російська Федерація — 25 травня 1950, місто Брянськ, Російська Федерація) — радянський діяч, голова виконавчого комітету Калінінської і Брянської обласних рад, заступник голови РНК РРФСР. Доцент (з січня 1937). Депутат Верховної Ради СРСР 1-го і 3-го скликань (1941—1946 і 1950).

## Біографія
Народився в родині селянина-середняка, тесляра Павла Шликова. Закінчив трирічну церковноприходську школу в селі Жиліно Костромської губернії. Потім закінчив столярно-токарне відділення нижчої ремісничої школи Міністерства народної просвіти в садибі Григор'євцево Солигаличського повіту.
З 1911 року працював столяром в Кронштадті і Петрограді. У 1914 році брав активну участь в організації страйків на столярно-меблевих підприємствах. У 1914—1916 роках — вільний слухач вечірніх політехнічних курсів Товариства народних університетів у Петрограді.
З травня 1916 по грудень 1917 року служив у російській армії, учасник Першої світової війни.
Член РСДРП(б) з 1917 року.
У березні 1918 — березні 1919 року — член президії, секретар виконавчого комітету Костромської волосної ради.
У березні 1919 — лютому 1921 року — в Червоній армії. У квітні — серпні 1920 року — начальник політико-просвітницького відділу Костянтиноградського повітового військового комісаріату Полтавської губернії.
Змінив прізвище на Староторжський під час одруження 21 жовтня 1919 року, взявши прізвище дружини.
У лютому 1921 — червні 1922 року — відповідальний секретар Солигаличского повітового комітету РКП(б), голова виконавчого комітету Солигаличскої повітової ради.
У червні 1922 — січні 1923 року — голова районного відділення Костромської губернської Спілки споживчих товариств. У січні 1923 — травні 1925 року — завідувач, голова Галичської районної Спілки споживчих товариств Костромської губернії.
У травні 1925 — березні 1928 року — голова правління Костромського губернського акціонерного товариства «Губторг». У березні 1928 — квітні 1929 року — директор Костромського губернського тресту місцевої промисловості «Промкомбінат». У квітні — жовтні 1929 року — голова Костромської окружної планової комісії.
У жовтні 1929 — травні 1931 року — директор льонорадгоспу «Заповіти Ілліча» Буйського району Івановської промислової області.
У травні 1931 — березні 1932 року — старший інспектор, завідувач відділу механізації та електрифікації Всесоюзного льоно-коноплярського тресту.
У 1932 році закінчив курси з підготовки до аспірантури при Всесоюзному науково-дослідному радгоспному інституті.
У березні 1932 — травні 1935 року — аспірант Всесоюзного науково-дослідного радгоспного інституту. У жовтні 1933 — вересні 1935 року — викладач, в.о. доцента кафедри організації сільськогосподарського соціалістичного підприємства 1-ї Московської вищої комуністичної школи імені Кагановича.
У квітні 1935 — листопаді 1937 року — завідувач сектору планування радгоспів Всесоюзного науково-дослідного радгоспного інституту, доцент кафедри організації соціалістичного сільськогосподарського виробництва Московського інституту землеустрою.
У листопаді 1937 — квітні 1938 року — директор Саратовського сільськогосподарського інституту.
13 квітня 1938 — січень 1940 року — в.о. голови виконавчого комітету Калінінської обласної ради. 9 січня 1940 — 24 листопада 1944 року — голова виконавчого комітету Калінінської обласної ради депутатів трудящих.
У листопаді 1944 — жовтні 1946 року — заступник голови Ради народних комісарів (з 1946 року — Ради міністрів) Російської РФСР.
У жовтні 1946 — 25 травня 1950 року — голова виконавчого комітету Брянської обласної ради депутатів трудящих.

## Нагороди
- орден Леніна (1.04.1943)
- орден Вітчизняної війни І ст. (1.02.1945)
- медалі